# Прапор Делаверу
Прапор Делаверу (англ. Flag of Delaware) — один із символів американського штату Делавер.
Прапор штату Делавер є прямокутним полотнищем синього кольору. У центрі прапора зображений алмаз (ромб) темно-жовтого кольору (кольору буйволової шкіри), у центрі якого — герб штату Делавер. Нижче алмазу дата DECEMBER 7, 1787 (7 грудня 1787 року). Цього дня Делавер став першим штатом, який ратифікував Конституцію Сполучених Штатів. Кольори прапора відображають кольору уніформи генерала Джорджа Вашингтона.
Герб, зображений в центрі прапора, був прийнятий 17 січня 1777 року. Він - із трьома горизонтальними смугами — синього, білого і зеленого кольорів. На щиті зображено — сніп пшениці, кукурудзяний качан і бика що стоїть на траві (зеленої смузі) — все це символізує сільське господарство Делаверу. Вище щита — вітрильне судно. Щитотримачів — фермер ліворуч і солдатів справа. Нижче щита державний девіз — LIBERTY AND INDEPENDENCE (з англ. Свобода і Незалежність). Ці символи також включені у емблему Делаверу.
Прапор був прийнятий 24 липня 1913 року. Подібний прапор був у військових формувань з штату Делавер під час Громадянської війни. Він був полотнищем з гербом сині штату.